# Gare de Gilley
La gare de Gilley est une gare ferroviaire française, elle se situe sur la ligne de Besançon-Viotte au Locle-Col-des-Roches entre les arrêts d'Avoudrey (côté Besançon) et de Morteau (côté Le Locle).

## Situation ferroviaire
Ancienne gare de bifurcation, elle est située au point kilométrique (PK) 460,263 de la ligne de Besançon-Viotte au Locle-Col-des-Roches. et au PK  23,3 de l'ancienne ligne de Pontarlier à Gilley aujourd'hui déclassée.
Son altitude est de 865 m.

## Histoire
La gare est fermée, le point d'arrêt est devenu une halte.
Jusqu'en 1989, une ligne de marchandises (fermée au trafic des voyageurs en 1939) vers Montbenoît et Pontarlier se débranchait de la ligne Besançon-Morteau côté Morteau. La ligne a été déferrée et transformée en piste cyclable.
Un renouvellement complet de la voie et du ballast sur 600 m a eu lieu en août 2010.

## Fréquentation
La fréquentation de la gare est détaillée dans le tableau ci-dessous :
| Année     | 2015   | 2016   | 2017   | 2018   | 2019   | 2020   | 2021   | 2022   | 2023   | 2024   |
| --------- | ------ | ------ | ------ | ------ | ------ | ------ | ------ | ------ | ------ | ------ |
| Voyageurs | 21 001 | 13 031 | 16 797 | 16 559 | 21 293 | 13 290 | 10 390 | 25 658 | 32 457 | 13 613 |

## Services voyageurs

### Guichet
Un distributeur de billets régionaux simplifié est présent.

### Desserte

#### TER Bourgogne-Franche-Comté
- Ligne Besançon-Viotte → Valdahon → Morteau → La Chaux-de-Fonds

Depuis le service d'hiver 2008/2009 circule un car TER Franche-Comté Gilley - Morteau du lundi au vendredi pour les besoins des frontaliers allant travailler en Suisse.

## Galerie de photos

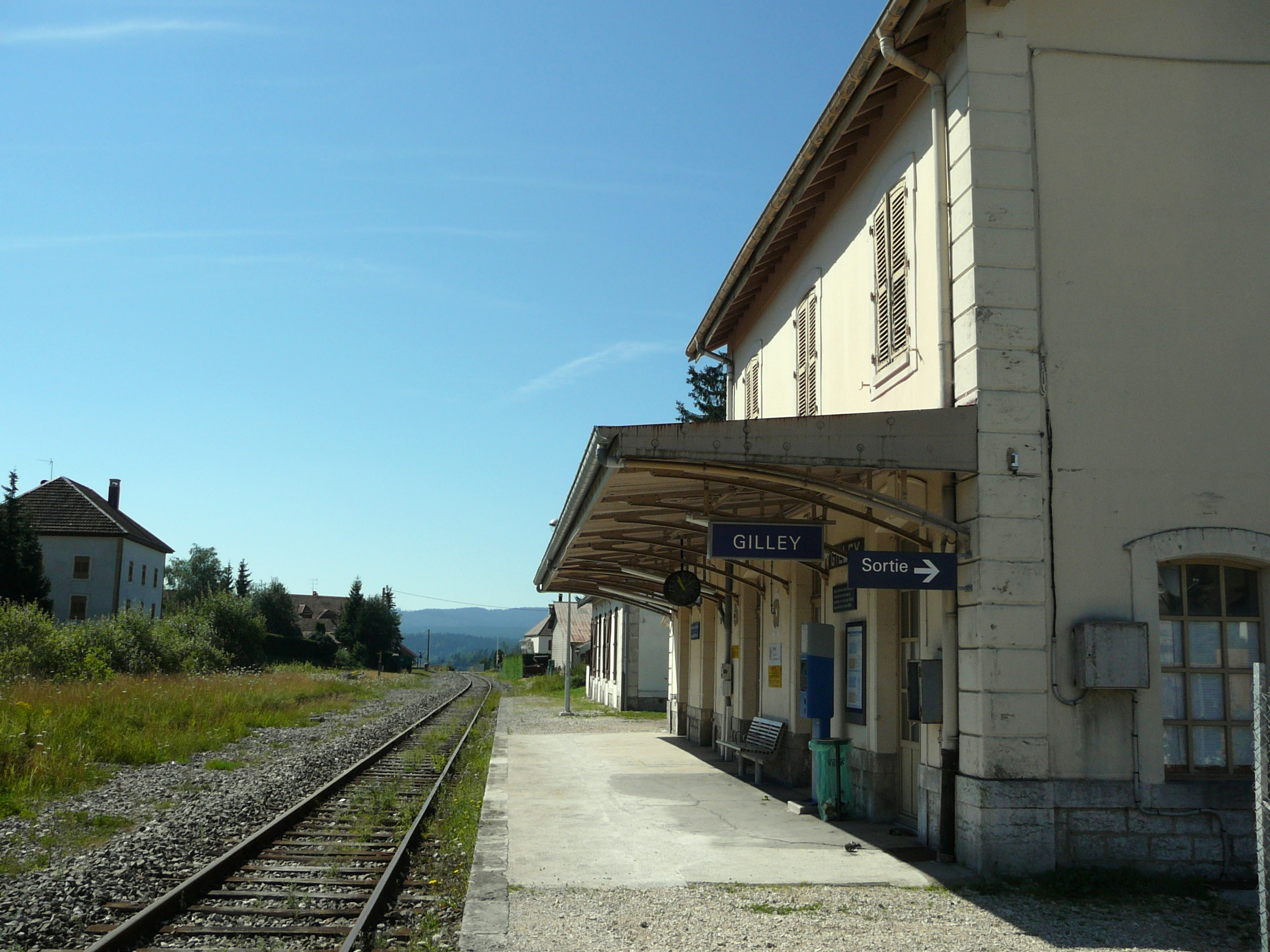
Gare de Gilley vue en direction Morteau.
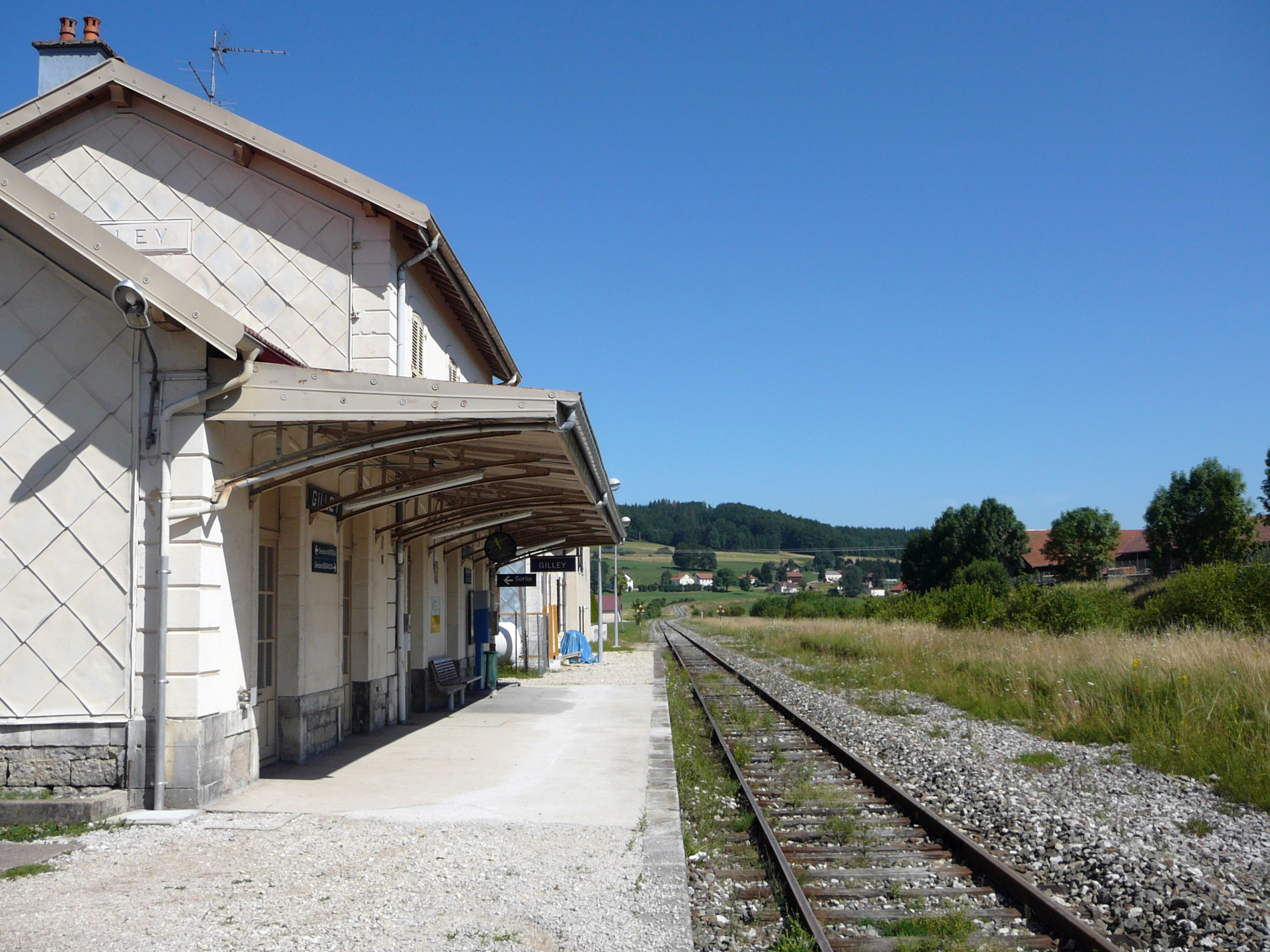
Gare de Gilley vue en direction de Besançon.
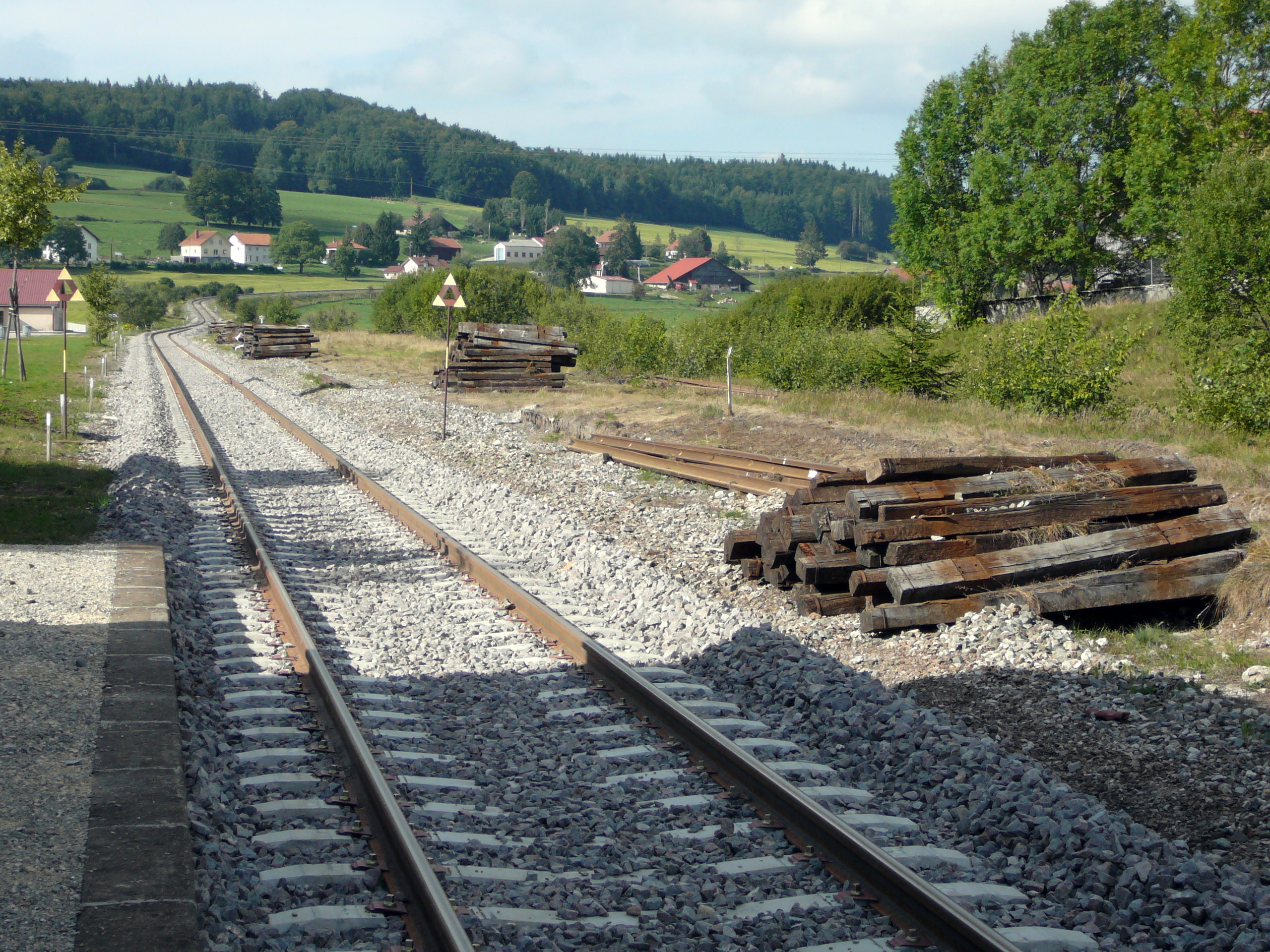
Renouvellement voie et ballast en gare de Gilley en 2010.
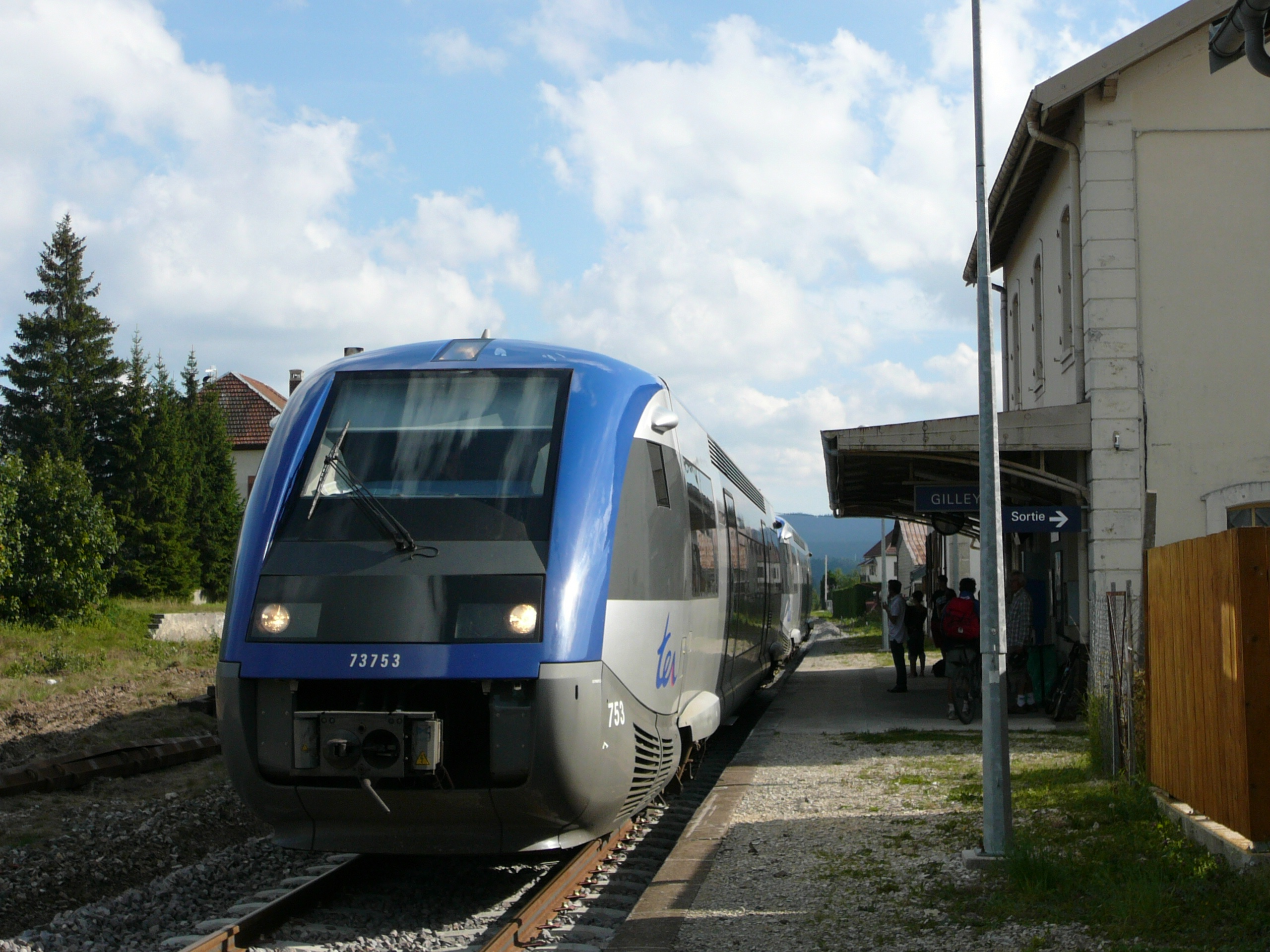
TER La Chaux de Fonds-Besançon Viotte en gare de Gilley.